# Curfew Shall Not Ring Tonight (film 1912)
Curfew Shall Not Ring Tonight è un cortometraggio muto del 1912 diretto da Hal Reid.
Il titolo si ispira a una poesia del 1867 di Rose Hartwick Thorpe.

## Trama
Un soldato, durante la guerra, abbandona il posto di guardia per vedere la fidanzata e viene condannato a morte. La ragazza cerca in ogni modo si salvarlo, ma il comandante è inflessibile: il giovane morirà al suono della campana del coprifuoco. Ormai disperata, la ragazza si appende al batacchio della campana per impedirle di suonare quando il vecchio campanaro sordo verrà a dare il segnale del coprifuoco. Il vecchio fece il suo dovere, ma la campana rimase sorda e il giovane, anche se ora era legalmente morto, viveva ancora.

## Produzione
Il film fu prodotto dalla Reliance Film Company.

## Distribuzione
Distribuito dalla Motion Picture Distributors and Sales Company, il film - un cortometraggio in una bobina - uscì nelle sale cinematografiche degli Stati Uniti il 29 maggio 1912. In Gran Bretagna, fu distribuito il 7 settembre 1912.

### Versioni cinematografiche del poema
- Curfew Shall Not Ring Tonight, film del 1906 diretto da Alf Collins
- Curfew Shall Not Ring Tonight, film del 1907 diretto da Arthur Gilbert
- Curfew Shall Not Ring Tonight, film del 1912 diretto da Hal Reid
- Curfew Shall Not Ring Tonight, film del 1913 con Florence La Badie
- Curfew Shall Not Ring Tonight, film del 1926 diretto da Frank A. Tilley